# Mila & Co.
Mila & Co é uma franquia de mídia infantil feminina criada por Andréia Boneti em 2004. Se tornou conhecida pela marca ter derivado vários produtos como brinquedos, roupas, materiais escolares, bolsas e afins.
A franquia gira em torno de uma menina chamada Mila, que está acompanhada de seu irmãozinho Jotapê (ambos baseados nos filhos de Boneti) e seus amigos Duda, Juca e Nina.
Em 2006, foi adaptada numa série de curtas animados que foram ao ar pelo canal TV Rá-Tim-Bum, onde Mila era dublada por Letícia Quinto. Uma revista em quadrinhos estava sendo planejada para ser lançada em 2008 pela Editora Globo, porém foi cancelada. Posteriormente, em 2009, foi lançado pela Globo um livro chamado "Blog da Mila".

## Ligações Externas
- Site Oficial Mila & Co. Arquivado